# Takahide Kishi
Takahide Kishi (紀氏 隆秀 Kishi Takahide?, nacido el 28 de abril de 1987 en Hyogo) es un exfutbolista japonés. Jugaba de guardameta y su último club fue el FC Osaka de Japón.

## Trayectoria

### Clubes
| Club                     | País  | Año         |
| ------------------------ | ----- | ----------- |
| Vissel Kobe              | Japón | 2006 - 2013 |
| Gainare Tottori (cedido) | Japón | 2012        |
| FC Osaka                 | Japón | 2014 - 2015 |

## Estadística de carrera

### J. League
| Club            | Año   | J. League | J. League | Copa J. League | Copa J. League | Total | Total |
| Club            | Año   | Part.     | Goles     | Part.          | Goles          | Part. | Goles |
| --------------- | ----- | --------- | --------- | -------------- | -------------- | ----- | ----- |
| Vissel Kobe     | 2006  | 0         | 0         | -              | -              | 0     | 0     |
| Vissel Kobe     | 2007  | 0         | 0         | 0              | 0              | 0     | 0     |
| Vissel Kobe     | 2008  | 0         | 0         | 0              | 0              | 0     | 0     |
| Vissel Kobe     | 2009  | 0         | 0         | 0              | 0              | 0     | 0     |
| Vissel Kobe     | 2010  | 5         | 0         | 4              | 0              | 9     | 0     |
| Vissel Kobe     | 2011  | 0         | 0         | 0              | 0              | 0     | 0     |
| Gainare Tottori | 2012  | 0         | 0         | -              | -              | 0     | 0     |
| Vissel Kobe     | 2013  | 0         | 0         | -              | -              | 0     | 0     |
| Total           | Total | 5         | 0         | 4              | 0              | 9     | 0     |